# 王文炳 (乾隆舉人)
王文炳（？—？），陕西人，清朝政治人物。

## 生平
王文炳于1828年接替李廷锡任上海县知县一职，1829年由平翰接任。